# Melilla Airlines
Melilla Airlines (nom comercial de Melilla Airways SL) és un agent de viatges espanyol amb seu a Melilla. Malgrat els seus noms societari i comercial, no està certificada com a aerolínia per part de l'Agència Estatal de Seguretat Aèria d'Espanya. Melilla Airlines utilitza els avions, certificat i codis d'una altra aerolínia (Aeronova), de la qual reven els seus vols. La societat Melilla Airways SL va començar les seves operacions el 16 d'abril de 2013.

## Història
La societat va ser donada d'alta el 16 d'abril de 2013, fruit de l'esforç d'un grup d'empresaris de la ciutat de Melilla. El consell d'administració inicial estava format per Salomon Benzaquen Cohen, Diego Robles Soldevila, Antonio Juan González Ramon, José Antonio Ramos Sáez, Salomon Meir Cohen Bengio, Antonio González Palomo, Said Mohammad Haddu i Pablo Carrero Segura.
El primer vol va ser el del 3 de maig de 2013 entre Melilla-Màlaga Presentant-se en societat oficialment el dilluns 29 d'abril.